# Vickers Vagabond
Il Vickers Vagabond era un biplano da turismo, monomotore e monoposto, realizzato nella prima metà degli anni venti del XX secolo dalla Vickers Limited.
Destinato a partecipare alla seconda edizione dei Lympne light aircraft trials, venne eliminato nel corso delle prime selezioni della competizione; in seguito non ebbe sviluppo commerciale e venne costruito in un solo esemplare.

## Storia del progetto
Il Vickers Vagabond venne progettato per la partecipazione alla seconda edizione dei Lympne light aircraft trials (dal nome della cittadina del Kent nella quale ebbero luogo), evento organizzato dall'Air Ministry al fine di dare impulso allo sviluppo di velivoli leggeri destinati alle scuole d'aviazione. La manifestazione si svolse negli ultimi giorni di settembre del 1924.
La competizione diede origine a diversi progetti di velivoli leggeri, tra i quali il Beardmore Wee Bee (risultato vincitore della manifestazione), il Blackburn Bluebird (costruito successivamente in 20 esemplari), il Bristol Brownie, l'Hawker Cygnet ed il Supermarine Sparrow.
Le prime prove di volo evidenziarono la necessità di irrobustire i supporti del motore, per cui il velivolo fu sottoposto a sostanziali modifiche che comportarono la sostituzione del motore Bristol Cherub inizialmente installato con un Blackburne Thrush.
Per quanto nella nuova configurazione il velivolo avesse messo in luce prestazioni soddisfacenti, non fu in grado di superare la concorrenza dei numerosi avversari e venne eliminato nelle prime fasi della competizione.
La Civil Aviation Authority riporta nei propri registri un solo esemplare di Vagabond che, rimasto di proprietà della casa costruttrice, risulta essere stato in uso tra il luglio del 1924 ed il gennaio del 1928.

## Tecnica
Il Vagabond aveva struttura interamente in legno ed era caratterizzato dalle forme tondeggianti e dalla configurazione alare biplana profondamente scalata tra i due piani alari; il suo disegno richiamava nelle linee generali quello del Viget dell'anno precedente.
La fusoliera, di sezione ovale, ospitava i due abitacoli disposti in tandem nella zona sottostante l'ala superiore e terminava nell'impennaggio di tipo classico, con stabilizzatori monoplani controventati.
Nella zona anteriore, prima del bordo d'entrata alare, era disposto il carrello d'atterraggio di tipo fisso ad asse rigido integrato, al posteriore da un pattino d'atterraggio.
I due piani alari, di uguale apertura, avevano longheroni realizzati in legno "spruce" ed erano collegati tra loro da una coppia di montanti disposti nella sezione esterna, integrati da tiranti incrociati realizzati in cavetti d'acciaio. Come previsto dalle norme della competizione, le ali erano ripiegabili al fine di agevolare il trasporto ed il rimessaggio del velivolo.
Il motore originario era il bicilindrico Bristol Cherub a cilindri contrapposti raffreddati ad aria; dopo le prime prove venne sostituito con un Blackburne Thrush, radiale a tre cilindri, anch'esso raffreddato ad aria, dalla potenza di 35 hp (26 kW).

### Periodici
- (EN) Two seater light plane competitions at Lympne, in Flight, Sutton, Surrey - UK, Reed Business Information Ltd., 25 settembre 1924,  pp. 586-88. URL consultato il 13 aprile 2013.
- (EN) The Vickers Vagabond light biplane (No.16), in Flight, Sutton, Surrey - UK, Reed Business Information Ltd., 25 settembre 1924,  pp. 617-20. URL consultato il 13 aprile 2013.